# Belägringen av Mitau
Belägringen av Mitau, den dåvarande huvudstaden i Kurland tillhörande Polen-Litauen, ägde rum under det stora nordiska kriget. Staden och hela hertigdömet ockuperades av svenska styrkor år 1701. Ryska styrkor belägrade staden den 25 augusti 1705, som varade fram till den 3 september när den svenska garnisonen kapitulerade. Svenskarna, som under belägringen endast förlorat fem döda och 23 sårade, fick fritt avtåga till Riga. Ryssarnas sägs ha lidit en förlust av nästan 1 900 stupade och fler än 2 000 sårade.